# Der Schutz der Flügel
Der Schutz der Flügel (in der Schweiz: Charachar – Der Vögelfänger; Original: চরাচর, carācar) ist ein indisches Filmdrama von Buddhadeb Dasgupta aus dem Jahr 1993. Es entstand nach einer Geschichte des ostbengalischen Autors Prafulla Roy.

## Handlung
Der Film spielt im Osten Bengalens. Lakhinder verdient den Lebensunterhalt für sich und seine Familie als Vogelfänger. Mit seinem Partner Bhushan fängt er Waldvögel und verkauft diese an einen Vogelhändler. Seine Gedanken schweifen oft zurück zu seinem verstorbenen Sohn, der einst einen toten Vogel vergrub – in der Hoffnung, daraus wüchse ein „Vogelbaum“ – und am darauffolgenden Tag verstarb. Zum Ärger Bhushans fängt Lakhinder häufig an zu philosophieren. Er entwickelt eine Sentimentalität gegenüber den Vögeln und genießt das Gefühl, die gefangenen heimlich freizulassen.
Seine Frau ist entsetzt über das Verhalten, da er praktisch das ohnehin geringe Haushaltseinkommen weiter schmälert. Auch auf emotionaler Ebene hat er sich von seiner Frau entfremdet. Diese hat sich daher den Zwischenhändler Natabar zum Geliebten genommen, wenn Lakhinder außer Haus ist. Lakhinder erfährt davon von Bhushan.
Bhushan und Lakhinder erfahren, dass in Kolkata, wo ihre Vögel letztendlich auf dem Markt als Haustiere verkauft werden, ein wesentlich höherer Preis zu erzielen ist. Sie machen sich auf den Weg in die Stadt und werden bei dem Großhändler Kalicharan vorstellig. Er lädt sie zu einer Zeremonie ein. Als Lakhinder jedoch erfährt, dass das Fleisch, das er vorgesetzt bekommen hat, Geflügel ist, rennt er einfach davon. Bhushan kann sein Verhalten nicht fassen, seine Tochter Gauri hingegen ist von Lakhinder sehr angetan. Sie bietet ihm an sie zu heiraten, da Lakhinders Frau inzwischen zu dem wohlhabenderen Natabar gezogen ist.
Lakhinder gelingt es nach einem Handgemenge mit Natabar seine Frau zurückzuholen. Nachdem er jedoch des Nachts wieder einmal sämtlichen gefangenen Vögeln die Freiheit zurückgeschenkt hat, verlässt sie ihn endgültig.
Die Vögel kommen fortan zu seiner Hütte. Er ist glücklich und im Einklang mit ihnen.

## Auszeichnungen
- National Film Award 1994
Bester Film

- Fribourg International Film Festival 1995
Publikumspreis
Spezialpreis der Jury

- Bengal Film Journalists’ Association Awards 1995
  - beste Hauptdarstellerin: Indrani Haldar[1]

Charachar lief zudem im Wettbewerb der Berlinale 1994 und beim International Film Festival of India.

## Kritiken
Am Ende dieses lyrischen Films mit herausragenden Panoramaaufnahmen und Kamerafahrten wird er [Lakhinder] von den Vögeln gerettet, als diese – in einer ironischen Umkehrung der Schlussszene von Hitchcocks Die Vögel – in seine Hütte kommen und ihm ihren Schutz anbieten.